# Брјуховецкаја
Брјуховецкаја (рус. Брюховецкая) насељено је место руралног типа (станица) на југозападу европског дела Руске Федерације. Налази се у централном делу Краснодарске покрајине и административно припада њеном Брјуховечком рејону чији је уједно и административни центар.
Према подацима националне статистичке службе РФ за 2017, станица Виселки је имала 23.800 становника.

## Географија
Станица Брјуховецкаја се налази у централном делу Краснодарске покрајине на неких 20 километара северно од града Тимашјовска, односно на око 90 км северно од покрајинског центра Краснодара. Село лежи у сентралном делу Кубањско-приазовске степе на надморској висини од око 19 m, на месту где се река Бејсужек Леви улива у Бејсуг. Насупрот Брјуховецкаје, на десној обали Бејсуга налази се станица Перејасловскаја, друго по величини насеље у рејону.
Кроз насеље пролази деоница железничке пруге Краснодар−Тимашјовск−Ростов на Дону.

## Историја
Станица Брјуховецкаја је основана 1794. као једно од првих 40 насеља основаних од стране Кубањских Козака на подручју Кубања. Насеље је име добило по једном од козачких атамана Ивану Брјуховецком. Садашње име и статус добија 1843. године.

## Демографија
Према подацима са пописа становништва 2010. у селу је живело 22.139становника, док је према процени националне статистичке службе за 2017. у селу живело 23.800 житеља.
| 1959.  | 1970.  | 1979.  | 1989.  | 2002.  | 2010.  | 2017.  |
| ------ | ------ | ------ | ------ | ------ | ------ | ------ |
| 14.254 | 17.136 | 18.891 | 21.518 | 22.024 | 22.139 | 23.800 |